# Errementari
Errementari és una pel·lícula basca de terror i fantasia dirigida per Paul Urkijo, i escrita per Paul Urkijo i Asier Guerricaechevarría. És protagonitzada per Kandido Uranga i Uma Bracaglia. Conta la història d'un ferrer tan astut que aconsegueix mantenir allunyat fins al mateix diable, a qui manté en captivitat i sofrint contínua tortura. Fins que un dia, la petita Usue aconsegueix entrar a la casa de Patxi i allibera al dimoni per accident.

## Argument
L'argument se situa l'any 1835, a la província d'Àlaba, País Basc, durant la Primera Guerra Carlina. En ella Patxi el ferrer és capturat per l'exèrcit isabelí i executat amb la resta dels seus companys, però aconsegueix salvar-se de la mort amb l'ajuda d'un dimoni.
Vuit anys més tard, Alfredo Ortiz, un investigador del govern, cerca Patxi, que ara viu en una forja en ruïnes al bosc. Els vilatans pròxims eviten la forja a causa del rumor que Patxi va assassinar la seva esposa. Els vilatans desconfien d'Ortiz quan el govern va fondre tot el seu metall durant la guerra per fabricar armes, inclosa la campana de la seva església. Benito, un noi del llogaret, roba una carta que prova que Ortiz està buscant or que va desaparèixer durant la guerra.
Uxue, una nena òrfena amb cremades a la cara, és intimidada per Benito que llança la seva nina sobre la tanca de Patxi. Ortiz contracta homes del llogaret per aplanar la forja on sospita que Patxi té l'or perdut, però són expulsats per Patxi mentre un dels homes cau en un parany per a ossos i mor. Uxue intenta recuperar la seva nina mentre Patxi es desempallega de l'home mort. Dins de la forja ella troba un nen captiu en una gàbia de ferro i l'allibera, però el nen recupera una forqueta i es transforma en un dimoni. Segresta Uxue i promet tornar per l'ànima de Patxi, però abans que pugui escapar es veu atrapat en un altre parany d'ossos mentre Uxue queda inconscient. Patxi trenca una de les banyes del dimoni i el tanca ala gàbia. Benito li diu a Ortiz que Patxi i un dimoni han segrestat Uxue. Ortiz reuneix els homes del poble per a anar a salvar la nena.
Patxi descobrirà que comparteix un gran secret amb Uxue i que Ortiz no és el que sembla. Després d'això, la nena i el ferrer emprendran un viatge a l'infern per a salvar un ésser estimat.

## Repartiment
- Kandido Uranga com Patxi.
- Uma Bracaglia com Uxue.
- Eneko Sagardoy com Sartael.
- Ramón Agirre com Alfredo.
- José R. Argoitia com Mateo.
- Josean Bengoetxea és Santi.
- Gotzon Sánchez com Faustino.
- Aitor Urtzelai és Benito.
- Maite Bastos com Blanca.
- Iñigo de la Iglesia com Miguel.
- Unax González com Asier.
- Jon Ander Alonso com Lukas.
- Ortzi Acosta Calvo com Alastor.
- Zigor Bilbao com Néstor.
- Itziar Ituño com Ana.
- Eloi Ruiz de Erentxun com a Sartael de nen.
- Gorka Aguinagalde com Tinent.
- Naia García com Claudia.
- Haizea García com Cristina.
- Pako Eizagirre com narrador-mercader.
- Elías García com dimoni Orobas.
- Almudena Cid com Maite.

## Producció
La pel·lícula s'ambienta l'any 1845, després de la Primera guerra carlina, que va tenir una gran repercussió al País Basc. Els bascos van lluitar pel bàndol carlista i van resultar vençuts per l'exèrcit isabelí. La història es narra des de la perspectiva de la vida del segle xix, les seves històries i llegendes. Per això podem veure-hi dimonis que recreen els gravats del segle.
El film està enterament rodat en basc, més concretament en el dialecte alabès de la zona del 1800, actualment desaparegut.
El 2018 la pel·lícula va entrar en el catàleg de la plataforma Netflix.

## Premis
- Setmana del cinema fantàstic i de terror de Sant Sebastià, Premi del públic 2017.[4]
- Nominada al Goya als millors efectes especials el 2019
- Premi del Públic al Fantaspoa de Porto Alegre del 2018.[5]